# La Jemaye
La Jemaye är en kommun i departementet Dordogne i regionen Nouvelle-Aquitaine i sydvästra Frankrike. Kommunen ligger i kantonen Saint-Aulaye som tillhör arrondissementet Périgueux. År 2018 hade La Jemaye 111 invånare.

## Befolkningsutveckling
Antalet invånare i kommunen La Jemaye
Referens:INSEE